# Stiefan Wonifatiew
Stiefan Wonifatiew, w życiu mniszym Sawwacjusz (zm. 1 listopada?/11 listopada 1656 w Świętojezierskim Wałdajskim Monasterze Iwerskiej Ikony Matki Bożej) – rosyjski duchowny prawosławny, jeden z przywódców ruchu na rzecz moralnej i liturgicznej reformy Rosyjskiego Kościoła Prawosławnego działającego w pierwszych latach rządów cara Aleksego I Romanowa, tzw. grupy krzewicieli dawnej pobożności.

## Życiorys
Był synem duchownego prawosławnego. W 1637 wzmiankowany jako diakon służący w soborze Zwiastowania na Kremlu moskiewskim, w 1645 otrzymał z rąk patriarchy moskiewskiego i całej Rusi Józefa godność protopopa, co oznaczało również objęcie obowiązków spowiednika rodziny carskiej. W 1651 nagrodzony mitrą. Wzorowy sposób życia duchownego oraz jego dobra znajomość teologii sprawiły, że cieszył się on znacznym autorytetem, także u młodego cara Aleksego Romanowa, którego był wychowawcą. Po objęciu tronu przez Aleksego Wonifatiew stał się jednym z ideologów grupy krzewicieli dawnej pobożności - grupy duchownych i świeckich opowiadających się za odnowa życia religijnego mieszkańców Moskwy, walka o rzeczywistą realizację etyki prawosławnej w życiu codziennym oraz przeciwstawienie się upadkowi obyczajów wśród duchowieństwa. Obok Wonifatiewa przywódcami grupy byli bojar Fiodor Rtiszczew i protopop Joann Nieronow. Z grupą tą związany był również archimandryta Monasteru Nowospasskiego, a następnie metropolita nowogrodzki i patriarcha moskiewski Nikon. W intencji reformatorów jedynie odnowiony Rosyjski Kościół Prawosławny byłby godny miana Trzeciego Rzymu i światowego centrum prawdziwego chrześcijaństwa. Dzięki autorytetowi krzewicieli na dworze carskim dzięki ich działalności nastąpiło w dużej mierze moralne odrodzenie rosyjskiego duchowieństwa. Grupa Wonifatiewa przyczyniła się do upowszechnienia zwyczaju głoszenia kazań oraz zwalczania mnogogłasija, tj. równoczesnego wykonywania kilku fragmentów Świętej Liturgii. Wonifatiew wszedł w konflikt z patriarchą moskiewskim Józefem, który sprzeciwiał się głoszonej przez protopopa konieczności radykalnych reform, zgadzając się co najwyżej na pomniejsze, starannie przygotowane i wolno wprowadzane zmiany. 
Według większości historyków rosyjskich Wonifatiew został wysunięty jako kandydat na urząd patriarchy moskiewskiego i całej Rusi po śmierci Józefa, jednak odmówił ubiegania się o ten urząd i sam zasugerował powierzenie go metropolicie nowogrodzkiemu Nikonowi. W kolejnych latach ich wizje Kościoła znacznie się rozeszły; Wonifatiew nie poparł głównych założeń reformy liturgicznej Nikona. Nie wszedł jednak z patriarchą w otwarty konflikt, starając się pogodzić go z tymi liderami krzewicieli dawnej pobożności, którzy poparli staroobrzędowców.
W 1653 Wonifatiew założył w Moskwie pustelnię św. św. Zosimy i Sawwacjusza Sołowieckich, przeniesioną następnie do wsi Faustowo. W 1655 za przekazane przez cara środki wzniósł w Moskwie monaster Opieki Matki Bożej, gdzie złożył wieczyste śluby mnisze z imieniem Sawwacjusz, na cześć św. Sawwacjusza Sołowieckiego. Zmarł w Świętojezierskim Wałdajskim Monasterze Iwerskiej Ikony Matki Bożej, został pochowany w Moskwie.